# 19664 Yancey
19664 Yancey è un asteroide della fascia principale. Scoperto nel 1999, presenta un'orbita caratterizzata da un semiasse maggiore pari a 3,0628564 UA e da un'eccentricità di 0,1677611, inclinata di 9,46181° rispetto all'eclittica.